# Bajrang Punia
Bajrang Punia (Khudan, 26 de fevereiro de 1994) é um lutador de estilo-livre indiano, medalhista olímpico.

## Carreira
Punia participou dos Jogos Olímpicos de Verão de 2020 em Tóquio, onde participou do confronto de peso leve, conquistando a medalha de bronze após derrotar o cazaque Daulet Niyazbekov.